# Karol Kohúcik
Karol Kohúcik (25. června 1925 – 9. července 2001) byl slovenský fotbalista. Aktivní hráčskou kariéru byl nucen ukončit po operaci menisku.

## Fotbalová kariéra
V československé lize hrál za TŠS/Kovosmalt Trnava. Vstřelil 14 ligových branek.

## Ligová bilance
| Ročník                                     | Zápasy | Góly | Klub             |
| ------------------------------------------ | ------ | ---- | ---------------- |
| Státní liga 1947/48                        | -      | 2    | TŠS Trnava       |
| Státní liga 1948                           | -      | 6    | TŠS Trnava       |
| Celostátní československé mistrovství 1949 | -      | 2    | Kovosmalt Trnava |
| Celostátní československé mistrovství 1950 | -      | 0    | Kovosmalt Trnava |
| Mistrovství československé republiky 1952  | -      | 4    | Kovosmalt Trnava |
| CELKEM 1. liga                             | -      | 14   |                  |